# Joseph Wilson
Joseph Wilson (Cape Coast, 2 dicembre 1939) è un ex calciatore ghanese.

## Carriera
Partecipò alle Olimpiadi del 1968.